# عامل النمو الكبدي
عامل نمو الخلايا الكبدية (HGF) (بالإنجليزية: Hepatocyte growth factor)‏ هو عامل حركي وعامل تمايز. يُفرز بواسطة خلايا اللحمية المتوسطة ويعمل بشكل أساسي على الخلايا الظهارية والخلايا البطانية، ويعمل أيضًا على الخلايا المكونة للدم والخلايا التائية. ثبت أن لها دورًا رئيسيًا في نمو الأعضاءالجنينية، وتحديداً في تكوين العضل، وفي تجديد الأعضاء البالغة، وفي التئام الجروح. حُدد عامل نمو الخلية الكبدية كعامل تجديد الكبد حيث لوحظ ازدياد مستويات هذا البروتين بعد إصابة أو استئصال الكبد.

## البنية
يتكون عامل نمو الخلايا الكبدية من سلسلة ألفا ذات وزن جزيئي 69 كيلو دالتون وسلسلة بيتا ذات وزن جزيئي 34 كيلو دالتون. يُفرز كعديد ببتيد غير نشط بدايةً ينشطر بواسطة سيرين بروتياز. ترتبط سلاسل ألفا وبيتا بثاني كبريتيد يساعد على إنتاج الجزيءالمتغاير. عديد ببتيد الذي يفرز كشكل غير نشط يصبح جزيئًا نشطًا بتكوين رابطة ثاني كبريتيد.

## الوظيفة
ينظم عامل نمو الخلايا الكبدية نمو الخلايا وحركتها الخلوية وتكوينها عن طريق تنشيط سلسلة إشارات التيروزين كيناز بعد الارتباط بمستقبل c-Met. يفرز بشكل اساسي من الخلايا الجذعيَة الميزنكيمية وويملك قدرة على تحفيز الانقسام، وحركة الخلية، ويملك دورًا مركزيًا في تكوين الأوعية الدموية، وتكوين الأورام، وتجديد الأنسجة.